# Lázně Mlázovice
Lázně Mlázovice jsou zaniklé lázeňské místo v Podkrkonoší, v městysu Mlázovice. Lázeňské provozy se zde postupně nacházely na třech místech.

## Historie lázeňství

### Staré lázně „V Podlesí“
Historie lázní v Mlázovicích se začala psát těsně před rokem 1850. Tehdy byla „V Podlesí“ v lokalitě U sedmi pramenů u tamních vydatných vodních pramenů na úpatí severních svahů Chlumů (pod nejvyšším vrchem Maxincem) zřízena vodoléčba (prostá sprchová lázeň) v jednoduchých koupacích budkách/dřevěné boudě.
V roce 1859 došlo k prvnímu rozšíření, když tu František Rejman, kterému patřil daný pozemek, na návrh lesního hořického velkostatku Ladislava Riegla vybudoval dřevěné stavení (boudu) s vanami a kotlem na ohřev vody. Tak byla připojena i vodoléčba horkou lázní.
V roce 1860 vypracoval „zkoušený mistr tesařský“ Jan Gabriel stavební plán zděné lázně v Mlázovicích. V průčelí byla situována světnička a za ní tři koupací komůrky s vanami, do nichž se voda ohřívala ve dvou kotlích. Vstup do prostor byl z podélného přístřešku.
Díky rostoucímu zájmu o zdejší vodoléčení byl roku 1863 Rejmanem na tomtéž místě vykácen les a postaveno první větší lázeňské zařízení – srub se čtyřmi dřevěnými kabinami a pohostinstvím. Oficiální otevření železitých lázní se uskutečnilo dne 3. května 1863. K dispozici byly studené i teplé koupele, masáže a lidové léčitelství. Pro ošetření poruch krevního oběhu byly na tělo přikládány pijavice a nahřívané skleněné baňky.
Počátkem 70. let 19. století byla v Mlázovicích objevena cenná rašelinná ložiska. Tento nález podnítil další rozvoj Mlázovic jakožto lázeňského letoviska s bohatým společenským životem. Nově zavedené slatinné koupele byly stále doplňovány místní tradiční vodoléčbou. Dalším majitelem lázní se stal František Novotný.
Z roku 1886 pochází zpráva, že od června toho roku vyjížděly speciální vlaky z Nového Bydžova a Chlumce nad Cidlinou do zastávky Lhota Šárová, aby se usnadnila návštěva lázní v Mlázovicích. Zároveň byl díky lázním zakládán park a byl ustanoven lázeňský okrašlovací spolek.
Někdy před rokem 1890 vznikly kamenné lázně, které byly na počátku 20. století přestavěny, doplněny o společenskou místnost a restauraci. V roce 1891 se František Novotný lázně snažil prodat. Novotný byl ovšem majitelem lázní snad ještě v roce 1900, kdy však jeho stejnojmenný syn spáchal sebevraždu. V roce 1896 byla vybudována nová lázeňská budova se zahradní restaurací.

### Hrádkovy slatinné lázně

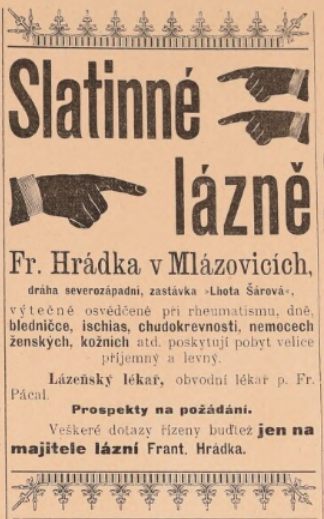
Hrádkovy slatinné lázně, reklama v periodiku Hlasy pojizerské, 21. 7. 1901

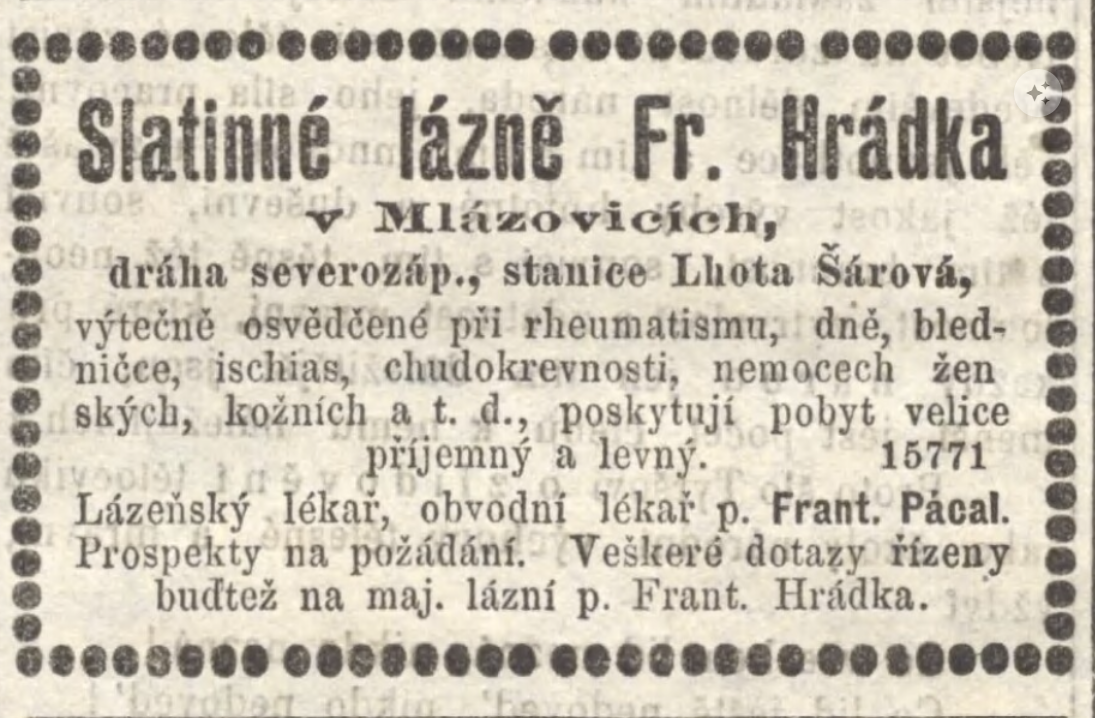
Reklama na Hrádkovy slatinné lázně v Národních listech, 29. 6. 1901

Mezitím v roce 1896 byla západně od kostela na loukách s označením Pod zelenou objevena ložiska rašeliny. Díky tomu mohly být v obci zřízeny druhé lázně – rašelinné. V domě čp. 147 je zřídil místní rolník František Hrádek, podle něhož se lázním říkalo Hrádkovy lázně. Ačkoliv je běžně uváděno, že Hrádkovy lázně vznikly v roce 1898, v dobovém tisku se lze o zřízení Hrádkových lázní dočíst již v červenci 1897. Rok 1897 uvádí i Almanach léčebných míst, lázní a letních sídel českých z roku 1898 a odpovídá i tomu, že od 27. května 1897 zde začal ordinovat MUDr. Josef Urban či fakt, že v roce 1908 probíhala 12. sezona.
V roce 1898 C.k. místodržitelství v Praze svolilo ke zřízení slatinných (rašelinných) lázní v Mlázovicích, s tím, že k tomu byly definovány čtyři podmínky, mj. stálý dohled lékaře. Slatinné lázně tak od počátku začaly fungovat pod stálým lékařským dohledem. V roce 1899 získaly slatinné lázně v Mlázovicích oficiální úřední povolení. Kvalita místní sirnaté rašeliny, okolní příroda a příjemné prostředí lákaly četné lázeňské hosty a vytvářely z Mlázovic vyhledávané letovisko, kde pobývala řada významných osobností. Zasloužil se o to i příznivý posudek prof. Karlovy univerzity Augusta Bělohoubka.
V roce 1899 sezona trvala od 10. května do 15. září. Na zdejší lázeňskou budovu navazovala zahradní restaurace a malé koupaliště. Před lázněmi existoval lázeňský park. K dispozici byl i kulečník a kuželník.
Dle Zprávy o poměrech a zařízeních zdravotních v království Českém se v Mlázovicích slatina dobývala asi 200 m od obce na úpatí severního svahu Břídy, a to v takovém množství, že mělo vydržet na dlouhá léta.
Z let 1897, 1898 i 1899 pochází zmínka o tom, že v lázních je lékařem MUDr. Josef Urban (1867–1919). Z let 1901, 1902 i 1903 pochází informace, že lázeňským lékařem byl MUDr. Josef Pácal. V letech 1905–1912 byl lékařem v Hrádkových lázních místní rodák MUDr. Josef Klepl (1877–1948). Působil zároveň jako obvodní lékař. Poté se stal lázeňským lékařem Jaroslav Dostál.
Lázeňští hosté byli převážně ubytováváni v soukromých domech v obci. Od 12. května do 26. června 1901 slatinné koupele v Hrádkových lázní využilo 66 osob. V roce 1903 proběhla lázeňská sezona od 5. května do 15. září. Léčily se zde ženské nemoci i nemoci pohybového ústrojí.
Almanach lázeňský republiky Československé z roku 1922 uvádí, že zde bylo v lázeňském domě 6 kabin a 50 pokojů s kapacitou 100 osob. Sezóna začala 15. května a trvala až do 15. září. Průměrně lázně za sezonu navštívilo 200 hostů. Lékařem byl. stále Jaroslav Dostál (od 1912 obvodní lékař). Ještě v roce 1925 byl majitelem lázní František Hrádek.
Největšího rozkvětu se tyto lázně dočkaly díky Jaroslavu Hrádkovi, synovi zakladatele. Po jeho smrti a po první světové válce ovšem došlo k zániku lázní. V druhé polovině 20. let 20. století původní Hrádkovy lázně byly zrušeny a postupně se z budov staly obytné prostory a truhlářské dílny.

### Léčebný ústav lázeňský MUDr. Urbana

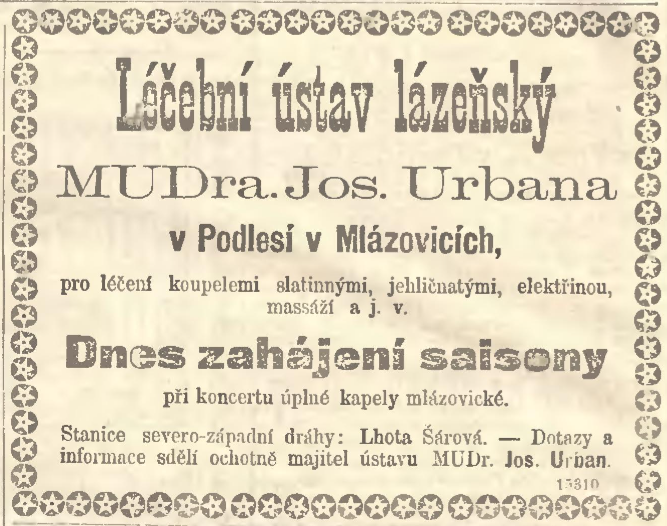
Reklama v Národních listech z 23. 6. 1901

MUDr. Josef Urban (1867–1919), rodák z Nové Paky, který se v roce 1899 stal lázeňským lékařem v Hrádkových lázních, se rozhodl, že otevře vlastní lázně V Podlesí na místě starých lázní a založí zde jakési sanatorium využívající léčivých účinků místních vod.
Dne 23. června 1901 MUDr. Josef Urban tak opravdu slavnostně otevřel opravené staré Mlázovické vanové lázně v Podlesí U sedmi pramenů, a to pod názvem Léčebný ústav lázeňský MUDra. Josefa Urbana. Slavnostní akci koncertně doprovodila mlázovická kapela. V tu chvíli se tak jednalo o druhé rašelinné lázně ve vsi, neboť již od konce 90. let 19. století století fungovaly v obci Hrádkovy lázně. Urbanovy lázně měly odpovídat novým požadavkům tehdejší doby. Léčení probíhalo formou slatinných, jehličnatých a sirných koupelí, elektřinou, studenou vodou i masáží.
V roce 1904 byly lázně rozšířeny o rašelinnou léčbu. Ze stejného roku však pochází také informace, že v noci z neděle na pondělí 6. června 1904 vypukl požár v tehdy už neobydlených lázních Františky Novotné „V Podlesí“. Lázně měl tehdy pronajaty MUDr. J. Urban, toho času obvodní lékař v Chomuticích. Lázně tehdy úplně vyhořely.
Urban zemřel v roce 1919. Další zdroje uvádějí, že krátce po ukončení 1. světové války byly tzv. Staré lázně uzavřeny. Od roku 1920 začala budova těchto lázní (tehdy v majetku Miroslava Novotného) sloužit jako výletní restaurace. Vznikl zde kuželník a otevřený dřevěný parket. Konaly se zde večerní i odpolední taneční zábavy a koncerty. Po roce 1945 se stala budova majetkem státu. Obec ji začala pronajímat. Ubytování zde našly romské rodiny a dělníci z blízké cihelny. Následně došlo k chátrání a změnám majitelů. Poté se budova stala místem rodinné rekreace.

### Nové slatinné lázně na náměstí
V roce 1926 došlo k obnovení lázní, když byly na náměstí postaveny nové lázeňské budovy (čp. 43). Tyto Nové lázně postavil majitel Starých lázní Miroslav Novotný a cestmistr ve Vysokém Mýtě František Klepl. V nové budově čp. 43 bylo 12 koupelových kabin a lékařská ordinace. V sousedství vstupní budovy byl otevřen dvoupatrový hotel s restaurací. Novotný, který byl zároveň náčelníkem Sokola, nechal v Podlesí vybudovat koupaliště a hřiště, čímž se zvýšila přitažlivost celého letoviska.
Lázeňské služby byly rozšiřovány. Byly poskytovány rašelinné koupele sirného charakteru, rašelinové zábaly, uhličité a jehličnaté koupele, klasická i vodní masáž. Lázně byly využívány pro léčbu revmatismu, ischias, po poranění pohybového aparátu, zánětů dělohy, trombózy a flebitidy.
Údaje ze 30. let 20. století hovoří o 2 000 koupelích za sezonu.
Lázeňským lékařem byl nejprve MUDr. K. J. Zeilman. V letech 1935–1947 byl obvodním i lázeňským lékařem MUDr. Stanislav Heřman (1912–1968). Byl zároveň muzikantem a hudebním nadšencem, který organizoval řadu kulturních akcí v obci. Posledním lázeňským lékařem pak byl až do uzavření lázní MUDr. Miroslav Měšťan (1906–1973), rodák z Jičína, mj. vášnivý myslivec.
Na počátku 40. let 20. století se zvýšila ubytovací kapacita díky penzionu Jiřího Lauschmanna (čp. 172, severní/spodní okraj obce). Denní kapacita lázní byla 80 až 100 hostů. Přibližně polovina z nich využívala ubytování u místních obyvatel.

### Zánik lázní
Vývoj lázní negativně narušila druhá světová válka. Poslední lázeňská sezona proběhla v roce 1951. Lázně byly znárodněny a začleněny pod nedaleké Lázně Bělohrad. Řešilo se jejich další využití. V roce 1952 již nebyly uvedeny do provozu. V rámci reorganizace zdravotnictví byly roku 1953 z politických důvodů definitivně zrušeny, resp. přestěhovány do blízkých Lázní Bělohrad. Lázeňské budovy (včetně hotelu a penzionu) byly využity jako základ ústavu sociální péče pro důchodce.

### Domov důchodců
V budovách zrušených rašelinných lázní zahájil v prosinci 1954 provoz domov důchodců s kapacitou 88 míst. V 60. a 70. letech 20. století prošel areál stavebními a modernizačními úpravami. V letech 1985–1987 byla vybudována jednopodlažní stavba typu okál navazující na dosavadní provozy, čímž se zvýšily ubytovací kapacity. V roce 1989 vznikla čistička odpadních vod a centrální kotelna na pevná paliva, ale také se snížila ubytovací možnost ústavu ze 103 na 66 míst. K další změně došlo při uplatnění restitučních nároků původních majitelů na některé bývalé lázeňské nemovitosti – na budovu hotelu a penzionu.
V letech 1991–1994 byla postavena nová kuchyně a vstupní budova byla adaptována na kancelářské místnosti ústavu a zdravotní středisko obce s ordinacemi všeobecného obvodního a zubního lékaře. V roce 1996 byla centrální kotelna převedena na zemní plyn. Od roku 1999 je zřizovatelem domova důchodců obec Mlázovice. Od roku 2001 se jedná o příspěvkovou organizaci. V roce 2001 byl přistavěn u čela ubytovny ústavu v okálu vnější výtah a vstupní prostor z nádvoří byl zastřešen. Další velkou investiční akcí byla výstavba nové prádelny a sociálního zařízení, která započala v roce 2004.

## Významní hosté
Mezi první lázeňské hosty patřila i spisovatelka Věnceslava Lužická. Do Mlázovic dokonce umístila závěr svého románu Salomena z roku 1887.
Do lázní jezdíval Jan Malát, Václav Tille, dr. Jan Gebauer, Adolf Liebscher, prof. Roman Kadlický či Josef Hais Týnecký, který napsal básnickou sbírku Mlázovické písničky. Lázeňské koupele využíval i Jan Levit (např. 1934).